# Søren Steen
Søren Steen (født 22. august 1942) er en dansk skuespiller, der blev uddannet fra Statens Teaterskole i 1971 og som herefter foretog studierejser til en række lande. I tv har han medvirket i serierne Huset på Christianshavn, Draculas ring, Gøngehøvdingen, Bryggeren og TAXA.

## Filmografi
- Mig og min lillebror og Bølle (1969)
- Præriens skrappe drenge (1970)
- Hovedjægerne (1971)
- Motorvej på sengekanten (1972)
- Pigen og drømmeslottet (1974)
- Prins Piwi (1974)
- Olsen-banden på sporet (1975)
- Per (1975)
- Hjerter er trumf (1976)
- Blind makker (1976)
- Firmaskovturen (1978)
- Olsen-banden overgiver sig aldrig (1979)
- Attentat (1980)
- Undskyld vi er her (1980)
- Olsen-banden over alle bjerge (1981)
- Jeppe på bjerget (1981)
- Midt om natten (1984)
- Elvis Hansen - en samfundshjælper (1988)
- Guldregn  (film 1988 / tv-serie 1986)
- Christian (1989)
- Fuglekrigen i Kanøfleskoven (1990)
- Frække Frida og de frygtløse spioner (1994)
- Riget I (1994)
- Tempelriddernes skat (2006)

## TV-serier
- Huset på Christianshavn (1970-1977) afsnit nr: 67 80
- Gøngehøvdingen (1991-1992) afsnit nr: 1
- Bryggeren (1996-1997) afsnit nr: 4
- En fri mand (1996)
- TAXA (1997-1999) afsnit nr: 4

## Tegnefilm
- Prins Piwi (1974)

## Ekstern henvisning
- Søren Steen på Internet Movie Database (engelsk)
- Søren Steen på Filmdatabasen
- Søren Steen på danskefilm.dk
- Søren Steen på danskfilmogtv.dk
- Søren Steen på Svensk Filmdatabas (svensk)
- Søren Steen på AlloCiné (fransk)
- Søren Steen på The Movie Database (engelsk)